# Mick Underwood
Michael John Underwood (5 de septiembre de 1945 – 28 de julio de 2024) fue un baterista inglés. Realizó sus primeros pasos como músico a los 14 años de edad y tiempo después formó parte de numerosos proyectos y agrupaciones musicales del ambiente del rock.
Entre estos proyectos y agrupaciones, se incluyen a Jet Harris, The Outlaws (con Ritchie Blackmore), The Herd (con Peter Frampton), Episode Six (con Ian Gillan y Roger Glover), Quatermass (con John Gustafson) y Gillan (de nuevo con Gillan). También fue el baterista para su propio proyecto "Mick Underwood's Glory Road and Raw Glory".
Underwood murió el 28 de julio de 2024, a la edad de 78 años.

## Discografía
- Con The Outlaws
  - "Poppin' (Part 1.)" / "Poppin' (Part Two)" (Lanzado como The Chaps) (single) (1962)
  - "The Return of the Outlaws" / "Texan Spiritual" (single) (1963)
  - "That Set the Wild West Free" / "Hobo" (single) (1963) nota : Underwood no toca en la canción "Hobo")
  - "Law and Order" / "Do-Da-Day" (single) (1963)
  - "Keep a Knockin'" / "Shake with Me" (single) (1964)
  - "Only for You" / "Don't Cry" (single) (1965)
  - The Outlaws Ride Again (album compilatorio) (1990)
- Con The Herd
  - "She Was Really Saying Something" / "Here Comes the Fool" (single) (1965)
  - "So Much in Love" / "This Boy's Always Been True" (single) (1966)
- Con Episode Six
  - "Lucky Sunday" / "Mr Universe" (single) (1968)
  - "Mozart Versus the Rest" / "Jack D'Or" (single) (1969)
- Con Quatermass
  - "One Blind Mice" / "Punting" (single) (1970)
  - "Black Sheep of the Family" / "Good Lord Knows" (single) (1970)
  - "Gemini" / "Black Sheep of the Family" (single) (1971)
  - Quatermass (1970)
- Con Peace
  - The Free Story (album) (1973) – Underwood toca en la canción "Lady"
  - Live at the BBC – (22 de diciembre de 1971)
- Con Sammy
  - "Goo Ger Woogie" / "Big Lovin' Woman" (single) (1972)
  - "Sioux Eyed Lady" / "70 Days" (single) (1972)
  - Sammy (1972)
- Con Graham Bonnet
  - No Bad Habits (1976)
- Con Strapps
  - "All Thru the Night" / "Understand It" (single) (1977)
  - "In Your Ear" / "Rita B" (single) (1977)
  - "Child of the City" / "Soft Touch" (single) (1978)
  - "Turn Out Alright" / "Take It Break It" (single) (1978)
  - Strapps (1976)
  - Secret Damage (1977)
  - Prisoner of Your Love (1978)
  - Ball of Fire (1979)
  - Live at the Rainbow 1977 (2008)
- Con Gillan
  - Mr. Universe (1979)
  - Glory Road (1980)
  - Future Shock (1981)
  - Double Trouble (1981)
  - Magic (1982)
  - The Gillan Tapes Vol. 1 (1997)
  - The Gillan Tapes Vol. 2 (1999)
  - The Gillan Tapes Vol. 3 (2000)
  - Triple Trouble (2009) (Grabado en vivo entre 1981/1982)
- Cómo Mick Underwood
  - "Earthquake at the Savoy" / "Redwatch" (single) (1980)
- Con Ian Gillan
  - What I Did on My Vacation (1986)
  - Cherkazoo and Other Stories (1992)
- Con Quatermass II
  - Long Road (1997)
- Con Raw Glory
  - City Life (2007)